# Пудоб
Пудоб (словен. Pudob) — поселення в общині Лошка Долина, Регіон Нотрансько-крашка, Словенія. Висота над рівнем моря: 582,1 м.